# 손담비
손담비(孫團妃, 1983년 9월 25일 ~ )는 대한민국의 가수, 배우다.

## 학력
- 서울신명초등학교 (졸업)
- 신명중학교 (졸업)
- 명일여자고등학교 (졸업)
- 동아방송예술대학교 (방송 연예과 연기전공/학사)
- 경희대학교 예술 디자인 대학 (포스트 모던 음악/학사)

## 가족
- 어머니: 이인숙(1948년 생)
- 배우자: 이규혁 (2022년 5월 13일 ~ 현재)
- 딸: 슬하 1녀 (2025년 4월 11일 생)

## 활동

### 2002~07: 초기 활동
- 소속사에 들어가서는 트레이닝을 받았고 2002년에는 MBC의 시트콤 《논스톱3》에 단역으로 출연했다.[2]
- 이처럼 원래 손담비는 가수보다 배우가 꿈이었으며 기획사에 들어간 계기도 사실은 배우가 되기 위해서였다.[3]
- 2004년부터 가수가 되기로 결심하면서 춤을 배우기 시작했고 2005년에는 미국으로 건너가 크럼핑을 배웠다.[4]
- 크럼핑을 배울 당시 미국과 한국을 오가며 미국의 안무가 브라이언 프리드먼과 크럼핑 댄스의 창시자 릴C 등 유명 인사들에게 배웠다.[5]
- 당시 릴C는 손담비에게 "너는 예쁘니깐 그냥 연기나 해라"라고 할만큼 재능이 부족 했지만 오랜 연습끝에 춤을 잘 출 수 있게 되었다.
- 같은 해 2005년에는 CJ뮤직이 글로벌 프로젝트로 에스블러쉬라는 그룹을 결성해 초창기 멤버로 발탁되었다.[6]
- 2006년 12월 프로젝트 그룹 전향되어 데뷔했었다.
- 2007년 5월에는 가희와 함께 에스블러쉬 멤버로서 〈It's My Life〉를 발매했고 미국 빌보드 핫 댄스 클럽 플레이 차트 2위까지 진입했다.[7]
- 하지만 팀 내부 사정으로 인해 솔로로 전향하게 되었다.[6]

이후 플레디스 엔터테인먼트에서 한국 데뷔를 준비 했는데 데뷔 전 바람의 〈사랑하다〉, 메이비의 〈다소〉와 같은 뮤직비디오와 삼성전자, SK 텔레콤과 같은 대기업 광고에 출연했다. 또한 비보이 대회 'R16 코리아 스파클링 서울'에 출전했다. 그리고 2007년 6월 14일 손담비는 데뷔 싱글 〈Cry Eye〉를 발매했다. 〈Cry Eye〉는 손담비의 뛰어난 춤 실력을 보여 주는데 충분 했지만 대중적으로 성공하지 못했다. 〈Cry Eye〉의 안무 중 크럼핑이라는 장르를 안무로 삼아 이 때문에 '여자 비'라고 불렸다. 또한 크럼핑은 고난이도 댄스로 꼽혀 아시아에서도 몇 안되는 춤꾼으로 인정 받았다. 한국에서 3개월 동안 활동한 뒤 미국으로 떠나 L.A 밀레니엄 스쿨에서 발레, 재즈, 크럼핑 댄스 등을 배우고 보컬 트레이닝을 받는 등 연습에 매진했다.

### 2008~09: 미쳤어와 Type-B

2009년 〈토요일밤에〉 공연중인 손담비.

2008년 2월 29일 게임 프리스톤 테일 2의 주제가 "Change The World"를 불렀다. 같은 해 4월 29일 손담비는 첫 미니앨범 Mini Album Vol.1을 발매하며 컴백했다. 앨범의 타이틀 곡 "Bad Boy"로 전 에스블러쉬 멤버로 함께 활동했던 가희가 피처링으로 참여했다. 이 때 손단비는 주로 여성스러운 이미지로 활동했다. "Bad Boy"는 발표한지 2주만에 음원 사이트 1위를 차지했고 지상파 음악 프로그램에 출연할 때마다 검색어 순위는 1위를 차지하는 등 관심을 모았다. 뮤직비디오가 공개된 후에는 조회수가 20만 건이 넘었고 무대에서 입고 나온 코르셋 스타일의 파격적인 의상도 많은 관심을 받아 홈페이지가 폭주하기까지 했다.
5개월 후 2008년 9월 17일 2번째 미니앨범 Mini Album Vol.2의 타이틀곡 〈미쳤어〉의 티저 영상을 온오프라인을 통해 공개 했는데 티저 영상은 공개 후 각종 동영상 사이트 실시간 검색어 1위를 차지하는 등 관심을 받으며 컴백을 알렸다. 이어 18일에는 음반을 발매하였다. 타이틀곡 〈미쳤어〉 열풍이 한국에 불었는데 특히 처음 후렴구 부분의 의자춤이 인기를 끌었다. 각종 연예인들은 의자춤 패러디를 했는데 재일 먼저 배우 허이재가 패러디를 했고 계속해서 노홍철, 김효진, 신봉선, 양정아, 현영 등이 예능 프로그램에서 따라 했으며 《내 사랑 금지옥엽》의 유인영, 《수상한 삼형제》의 오지은 등 드라마에서도 패러디를 했다. 또한 일반인들도 UCC를 통해 많은 패러디 동영상을 올렸다. 너도나도 다 따라한탓에 급기야 예능 프로그램에서는 〈미쳤어〉 금지령까지 내려졌다. 2008년 11월 17일에는 마이티 마우스의 싱글 〈패밀리〉에 피처링으로 참여했다. 가수 활동 이외에 MBC 예능 《우리결혼했어요》에 마르코와 함께 가상 부부로 나와 MBC 방송연예대상 특별상/베스트커플상 수상했다. 또한 각종 CF에서도 러브콜이 쇄도 했는데 1년만에 몸값이 3배가 올라 화제가 되기도 했다.
EP 활동의 끝난 뒤 2009년 첫 정규음반 Type-B의 발매로 컴백을 준비했다. 음반 발매와 음원 공개에 앞서 총 3차에 걸친 티저를 선공개 했는데 2009년 3월 19일 타이틀곡 〈토요일 밤에〉 1차 티저를 공개했다. 이어 20일에는 롤러스케이트 장으로 꾸며진 곳에서 1980년대 디스코풍의 2차 티저를 공개 했는데 마지막에 '토요일 밤에'라는 문구가 등장에 더욱 궁굼증을 자아냈다. 23일에는 백발의 손담비가 등장 마지막 3차 티저를 공개하여 팬들의 눈길을 사로잡았다. 다음날 24일 타이틀곡 〈토요일 밤에〉 음원이 공개된 후 폭발적인 상승세로 바로 음원사이트 10위 권에 진입하며 또 다른 손담비 열풍을 예고했다. 〈토요일밤에〉는 80년대 디스코 복고풍으로 후렴구 부분의 '하늘 찌르기 춤'으로 인기를 얻었다. 26일에는 첫 정규 음반 Type-B가 발매되었다. 한편 〈토요일 밤에〉가 발표된 뒤 뜨거운 인기 몰이를 하고있던 손담비는 2009년 4월 10일 KBS 《뮤직뱅크》에서 첫 1위를 하였고 《엠 카운트다운》,《인기가요》 등에서도 1위를 해 그 인기를 실감케하였다. 또한 CF계에서도 러브콜이 쇄도하여 광고 섭외 순위가 0순위라는 말까지 떠돌았고 연말에는 MTN 2009 방송광고 페스티벌에서 여자 CF 모델상을 수상하기도 했으며〈토요일밤에〉로 골든디스크, 서울가요대상에서 수상을 하였다. 정규앨범 활동이 끝나자 손담비는 2009년 7월부터 방영된 SBS 월화 드라마 《드림》에서 박소연이라는 여자 주연으로 출연했지만 상업적으로 큰 실패를 거두었고 연기력 논란까지 일어났다. 하지만 SBS 연기대상에서 뉴 스타상을 받았다.

### 2010~현재: The Queen, 연기

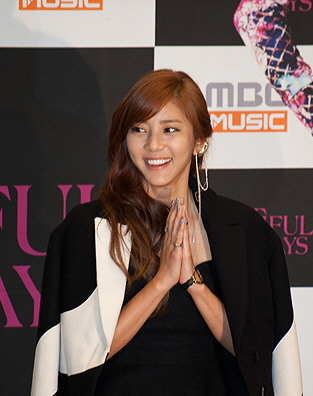
2013년 3월 5일 《손담비의 뷰티바이블》 제작발표회에서 손단비.

손담비는 2010년 5월 컴백을 앞두고 준비해왔지만 같은 소속사 그룹 애프터스쿨이 천안함 침몰 사건으로 인하여 활동을 제대로 하지 못해 활동이 미뤄졌다. 한달 뒤인 2010년 6월 25일 손담비는 공식 사이트를 통해 컴백을 알렸다. 7월 2일에는 음반의 수록곡 중 하나인 "Can't U See"를 공개해 많은 관심을 받았다. 음반 발매 하루 전 날에는 전곡이 유출되는 사고가 일어났다. 그리고 2010년 7월 8일 The Queen을 발매했다. 이후 《뮤직뱅크》를 시작으로 《음악중심》, 《인기가요》에서 "Can't u see"와 "Queen"을 선보이며 컴백 무대를 펼쳤다. 한편, 7월 결산 차트에서 손담비는 "Can't U See"와 "Queen"이 20위권에 들면서 7월 상위 20위권 차트에서 유일하게 2곡 이상을 진입시킨 가수가 됐다. 이렇게 초반에는 좋은 출발을 했지만 얼마 안 되어 "Queen"의 MR을 제거한 영상이 올라오면서 처음으로 가창력 논란이 일어났다. 또한 "Queen"의 뮤직비디오 일부분이 미국 드라마 《엘리스》의 장면과 매우 흡사하다는 표절 논란을 빚어 소속사는 논란이 된 장면들을 모두 삭제키로 결정했다. 2010년 8월, 손담비는 타이틀곡 활동을 마무리했다. 이후 후속곡 "dB Rider"로 9월부터 10월 초까지 활발하게 활동했지만 크게 히트치지는 못했다.
한편, 손담비가 무대에서 특유의 표정을 지어 '업신담비'로 불리며 인터넷 상에서 큰 화제가 되었다. 2010년 10월부터는 MBC의 새 예능 프로그램 《여우의 집사》에 출연하기도 했지만 저조한 시청률로 인해 방영된지 2개월만에 폐지 되었다. 한편 손담비는 대만에서 큰 인기를 얻었는데 〈미쳤어〉와 《드림》의 인기로 '2010 [V] CHINESE TOP 연도 시상식 콘서트'에서 아시아 최고 아티스트상을 수상했다. EP 음반 The Queen역시 대만에서 음반차트 등 각종 차트 정상을 차지했다. 한편 2011년 1월에 제20회 서울가요대상에서 본상을 수상하며 3년연속 본상을 수상 받았다. 이어 아시아모델시상식에서도 BBF 인기가수상을 수상했다. 2011년 5월부터는 피겨스케이팅 예능 프로그램 《김연아의 키스 & 크라이》에 출연했고 TOP4에 진출했다. 2011년 11월부터는 MBC의 드라마 《빛과 그림자》에서 가수 유채영 역으로 출연했고 미디엄 템포 장르의 드라마 OST "Everything"을 불렀다. 《빛과 그림자》는 동시간대 드라마 시청률 1위를 유지했고 손담비는 연기력을 인정 받았다. 2011년 12월 1일에는 애프터스쿨과 함께 해피 플레디스 2012 시리즈 Happy Pledis 2012 'Love Letter'를 발매했고 수익금 일부를 유니세프의 "아우인형" 프로젝트에 기부했다. 2012년 8월 《빛과 그림자》가 종영 되었고 손담비는 가수로서 컴백을 준비했다.
2012년 11월 12일 손담비는 4번째 정규앨범 《눈물이 주르륵》을 발매하면서 컴백했다. 동명의 타이틀곡 〈눈물이 주르륵〉은 용감한 형제가 작곡한 노래로 가온 디지털 종합 차트 10위까지 올랐다. 2013년 1월 26일부터는 tvN의 드라마 《PLAY GUIDE》에 손담비 역으로 출연한다.

## 음악 및 영향
손담비는 싱글 "Cry Eye"로 데뷔했을 당시 안무중 크럼핑이라는 고난도 댄스를 이용해 아시아의 몇 안되는 춤꾼으로 인정 받았고 이 때문에 "여자 비"라고 불리기도 했다.마돈나의 안무를 담당했던 미스 프리시는 손담비의 춤을 보고 "흑인이 아니면 소화하기 어려운 느낌과 동작을 잘 표현하고 있다. 미국 시장에 진출해도 손색없는 실력이다."라고 말했다. 그러나, 손담비는 데뷔 때부터 가창력에 대한 지적을 자주 받아왔다. 특히 2010년 "Queen"의 MR 제거 영상으로 인해 대중들로부터 가창력이 부족하다는 평을 많이 받았다. 《티브이데일리》의 유진모는 "손담비의 가창력은 형편없다. 온통 이펙터로 치장한 보컬은 도대체 사람이 부르는지 기계로 만든건지 분간이 안 갈 정도다. 〈토요일 밤에〉에는 가창력 때문에 키를 내려 노래의 맛이 더 떨어졌다. 아이비의 폭발력마저도 없다"고 말했고 이어 "아이비와 손담비의 음악성을 논하는 것은 시간 낭비다"라고 평가했다.
또한 데뷔 초부터 문지은, 선하, 제이제이와 함께 "포스트 이효리"라는 호칭을 얻으며 활동했다. 하지만 2008년 말 〈미쳤어〉로 히트를 치며 앞의 세 가수 중 유일하게 인기를 얻은 가수가 되었다. 특히 〈미쳤어〉의 안무 의자춤은 손단비를 스타로 만드는데 큰 도움을 줬다. 연이어 2008년 정규 1집 타이틀곡 〈토요일 밤에〉 역시 크게 히트하며 국내 최고의 여자 가수로 자리 매김했다. 이때부터 본격적인 포스트 이효리로 불리기 시작했고 이효리 역시 "손담비, 서인영, 아이비까지는 기사에서 자신과 붙여놔도 괜찮다"며 인터뷰중 손담비의 존재감을 인정하기도 했다. 하지만 손담비는 이효리와 라이벌 구도에 대해 "라이벌로 생각해 본 적 없다. 이효리의 내공을 따라갈 수 없다."라며 말하기도 했다.
손담비는 연습생 시절 비의 어록들을 연습실에 붙여놓고 활동했다고 한다. 또한 "퍼포먼스 할 때 동작 하나 하나가 느껴진다. 어떤 걸 표현하는지를 제대로 보여준다. 과감한 몸짓, 사람을 빨아들일 듯한 표정 등 많은 부분에서 닮고 싶다."고 말하며 비욘세 놀스를 존경한다.고 밝혔다. 또한 손담비는 "배우의 색깔과 가수의 색깔이 공존하는 분이다. 배우로서도 훌륭하고 가수로서도 뛰어난 역량을 발휘하는 스타라고 생각한다. 나 역시 그렇게 되고 싶다."며 엄정화를 롤모델로 꼽았다. 이 외에 김완선과 마돈나에게 영향을 받았다.

## 성과
손담비는 가수와 배우로 활동하면서 많은 상을 받았다. 서울가요대상에서는 2009년, 2010년, 2011년에 이은 3년 연속으로 본상을 받았다. 2009년에는 제24회 골든디스크상에서 디지털음원부문 본상을 받았다. 2009 SBS 연기대상에서는 《드림》으로 뉴스타상을 받았으며, 2012년에는 《빛과 그림자》로 MBC 연기대상 특별기획 우수상, 대한민국 문화연예대상 신인상을 받았다. 가수, 배우 이외에도 예능 프로그램 《우리 결혼했어요》를 통해 2008 MBC 방송연예대상에서 특별상 베스트 브랜드상을 받았다.
2009년 데뷔한 NS윤지는 비슷한 장르와 외모 때문에 제2의 손담비라고 불리기도 했는데 NS윤지는 직접 "더 많이 노력해 무대를 압도하는 카리스마나 연기력 등을 배우고 싶다."고 말했고 프로듀싱을 맡은 용감한 형제는 "프로듀서로서 제2의 손담비, 차세대 섹시 디바로 만들 수 있겠다는 자신감을 갖게 만든 가수이다."라고 했다. 같은 플레디스 소속이었던 헬로비너스는 "저희 롤 모델은 손담비 선배님이에요. 일본 등 해외 활동도 하고 계시고 무대 위에서 카리스마와 퍼포먼스가 정말 멋지세요. 선배님들의 장점만을 모아 저희 것으로 만들고 싶어요."라며 롤모델로 꼽았다.

## 음반 목록
| 정규 음반 - 2009: 《Type-B》 | EP 음반 - 2008: 《Mini Album Vol.1》 - 2008: 《Mini Album Vol.2》 - 2010: 《The Queen》 - 2012: 《눈물이 주르륵》 |

## 출연 작품
| 연도 | 제목                              | 역할          | 비고          |
| ---- | --------------------------------- | ------------- | ------------- |
| 1997 | 《신데렐라》                      |               |               |
| 2002 | 《논스톱 3》                      | 정다빈 친구   | 단역          |
| 2008 | 《김정은의 초콜릿》               |               | 37회          |
| 2008 | 《우리 결혼했어요》               |               | 예능 프로그램 |
| 2009 | 《그분이 오신다》                 | 전진 동생     | 카메오(90회)  |
| 2009 | 《STAR, 신입사원 되다!》          |               | 예능 프로그램 |
| 2009 | 《드림》                          | 박소연        | 20부작        |
| 2011 | 《김연아의 키스 & 크라이》        |               | 예능 프로그램 |
| 2011 | 《빛과 그림자》                   | 유채영        | 64부작        |
| 2013 | 《솔로탈출 메뉴얼 PLAY GUIDE》    | 손담비        |               |
| 2013 | 《손담비의 뷰티풀 데이즈》        |               | 메인 MC       |
| 2013 | 《일말의 순정》                   | 바리스타      | 카메오(23회)  |
| 2013 | 《손담비의 뷰티풀 데이즈 시즌 2》 |               | 메인 MC       |
| 2014 | 《가족끼리 왜 이래》              | 권효진        | 53부작        |
| 2015 | 《유미의 방》                     | 방유미        | 10부작        |
| 2015 | 《스타그램》                      |               |               |
| 2016 | 《기적의 시간 로스타임》          | 윤달희        | 2부작         |
| 2016 | 《미세스 캅 2》                   | 신여옥        | 20부작        |
| 2017 | 《마녀의 법정》                   | 양유진        | 특별출연      |
| 2019 | 《동백꽃 필 무렵》                | 최향미/최고운 | 40부작        |

### 영화
- 《탐정: 리턴즈》(2018년) - 윤사희 역
- 《배반의 장미》(2018년) - 이미지 역

### 예능
- 2010년 SBS TV 《런닝맨》 - 6회 (8월 15일 방송분) 게스트 with 세븐, 김신영
- 2018년 SBS TV 《런닝맨》 - 405회 (6월 17일 방송분) 게스트 with 이국주, 박경리, 서은수
- SBS 《미추리 8-1000》
- 2019년 SBS 《미추리 8-1000》
- 2020년 MBC TV 《나 혼자 산다》 - 출연 (328, 333, 340, 341, 345, 348, 355, 356, 360, 367, 369회)
- 2021년 MBC TV 《손현주의 간이역》 - 게스트 (13회-목포역, 14회-임성리역)
- 2022년 MBN 《호캉스 말고 스캉스》
- SBS 《동상이몽 2 - 너는 내 운명》
- 2024년 TV CHOSUN 《아빠하고 나하고》
- 2025년 TV CHOSUN 《우리 아기가 태어났어요》